# 哈利斯泰
哈利斯泰，是愛沙尼亞維爾揚迪縣穆尔吉市镇内的小鎮，位於該國南部，曾是原哈利斯泰市镇的行政中心，處於首都塔林以南120公里，海拔高度32米，2013年該小鎮人口362。